# 阮春福
阮春福（發音：[ŋwiən˦ˀ˥ swən˧˧ fʊwk͡p̚˧˦]；1954年7月20日—），越南政治人物，曾先後任越南总理、越南国家主席，前越南共產黨中央政治局委員，黨內排名第二，僅次於總書記阮富仲。
阮春福出生在越南中部的廣南省桂山縣，1982年5月12日加入越南共產黨。曾任第11、12屆越共中央政治局委員。2011年至2016年任越南政府副總理。2016年4月7日，阮春福当选越南總理；其在越共十二大得票位次列第六，次於總書記阮富仲，時任國家主席陳大光，国会主席阮氏金银，国防部长吴春历和公安部长苏林。2021年越共十三大連任中央政治局委員，排名晉升至第二位，隨後被越南國會選為國家主席。他是越南第一位由總理轉任國家主席的人。
2023年1月17日，因受到防疫腐败问题波及，阮春福辞去包括越共中央政治局委员、中央委员以及国家主席、国防与安全委员会主席在内的党内外所有职务，退出越南政坛。

## 外交

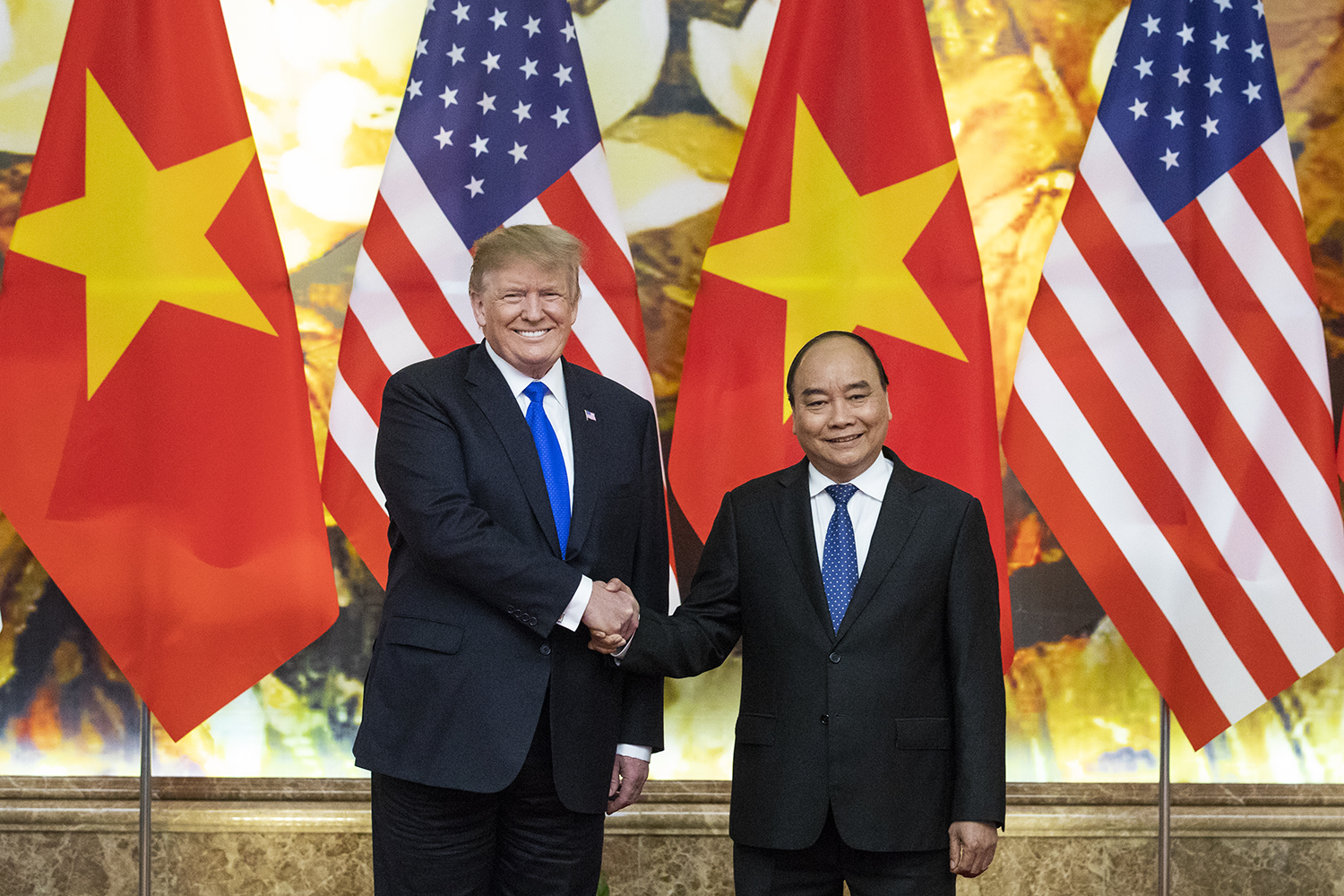
2019年2月26日阮春福在河内与美国总统唐纳德·特朗普会面

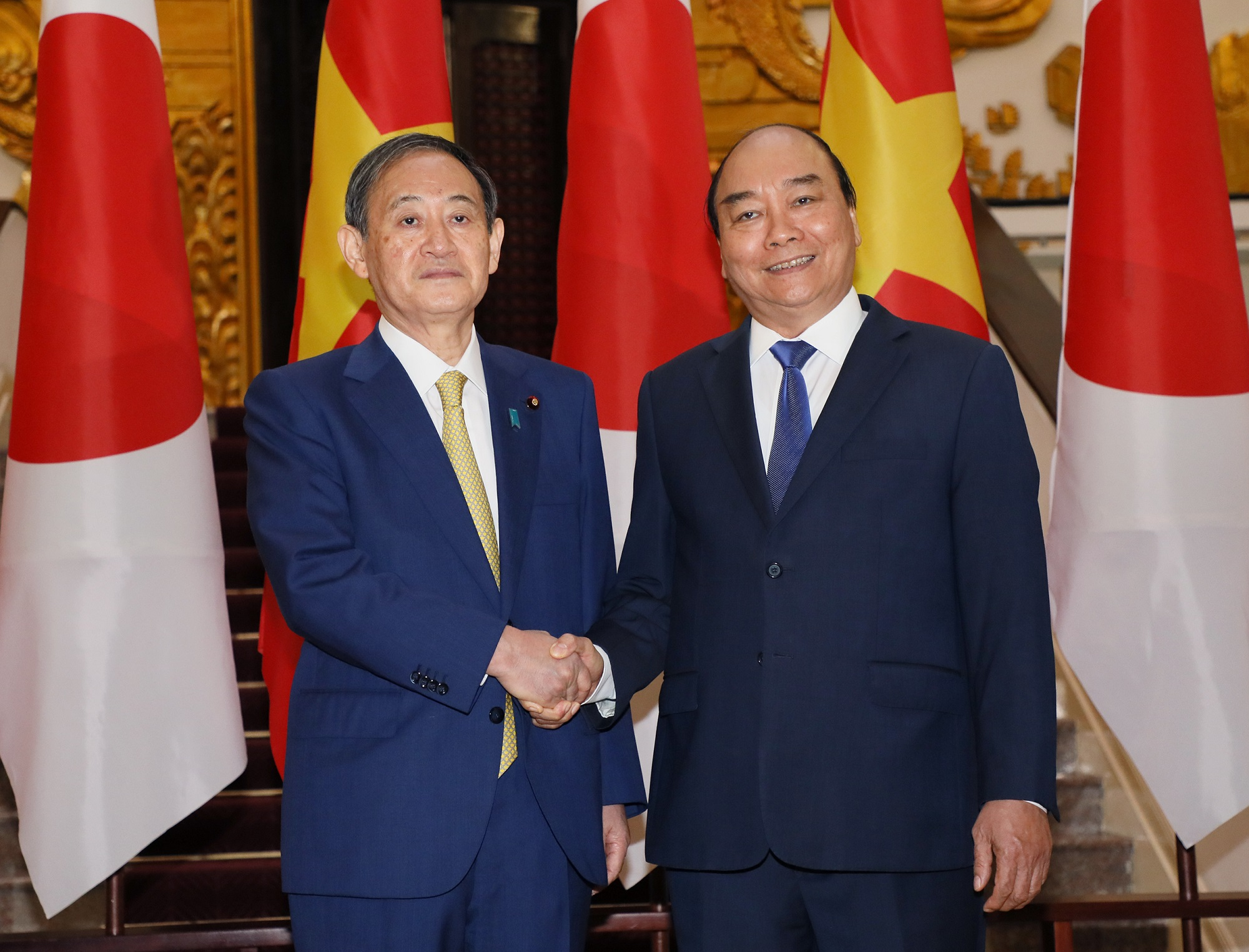
2020年10月19日阮春福在河内与日本首相菅义伟会面

2019年8月26日，马来西亚首相马哈迪·莫哈末到访越南，展开为期3天的官访，与阮春福举行会谈。会谈上，阮春福对马哈迪时隔21年再次访问越南表示热烈欢迎，相信此访将取得成功并为越马战略伙伴关系进一步发展做出贡献。
2020年12月22日，阮春福在政府总部与美国总统唐纳德·特朗普通电话。阮春福与特朗普一致认为在建立外交关系25年后，特别是近几年来，越南与美国关系在各领域都蓬勃发展。

## 辞职
2023年1月17日，阮春福辞职并被批准，官方说法是：“（总理任期内）对多名下属干部，其中包括2位政府副总理（范平明、武德儋）、3位部长的违规并造成非常严重的后果；最终（导致）2位副总理辞职，2位部长和多位干部受到刑事处分等担负起负责人的政治责任。”而这些干部都是因为防疫腐败问题而辞职或被罢免。
有分析认为越共中央总书记阮富仲顾忌被视为其接班人的阮春福，以反贪腐为名将其清除。2024年12月，越共中央政治局决定给予阮春福党内警告处分。2025年7月19日，阮春福被解除越共党内的一切职务。